# Stefanie Job
Stefanie Job (* 7. Mai 1909 in Poschegg, Österreich-Ungarn; † 2002 in Zürich) war eine aus dem heutigen Kroatien stammende, unter verschiedenen Namen wirkende jugoslawisch-österreichisch-schweizerische Schönheitskönigin,  Schauspielerin und Autorin. Ihr Geburtsname wird mit Stefanie Vidačić, Štefanija Vidačić und Stefanie Vidačić von Söjtory angegeben. Als Geburtsjahr findet sich auch die Angabe 1905.

## Jugend
Stefanie war die uneheliche Tochter von Franjo Söjtöry und Vjekoslava Vidačić.  In Zagreb besuchte sie das Realgymnasium. Verschiedenen Quellen zufolge soll sie als Kellnerin in einem Café in der Jurišićeva ulica gearbeitet haben oder gar dessen Besitzerin gewesen sein. Nach eigener Darstellung hat sie im Unternehmen ihres Vaters gearbeitet, das den Import von Südfrüchten betrieb. Vor der Matura verlor sie ihre Eltern durch einen Unfall.

## Karrierestart als Schönheitskönigin

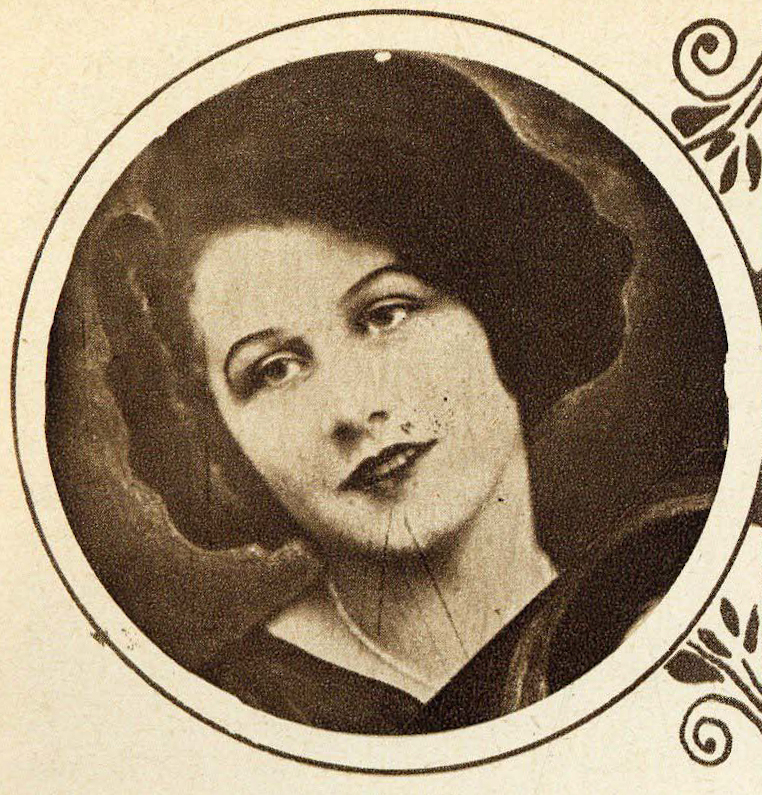
Štefica Vidačić als Miss Jugoslawien. Hier ein Bild aus der Zeitschrift Жена и свет (Žena i svet) vom 15. Januar 1927

Im Dezember 1926 wurde sie im Zagreber Hotel Esplanade zur Miss Jugoslawien, im folgenden März 1927 zur ersten Miss Europe gewählt und unter dem Namen Štefica Vidačić bekannt. Diese Wettbewerbe wurden von der Fanamet, einem europäischen Vertriebskonsortium mehrerer US-amerikanischer Filmkonzerne, veranstaltet, um den europäischen Filmmarkt zu akquirieren und Nachwuchs-Stars zu entdecken. Die Endauswahl fand in den Wiener Sofiensälen statt. Als Preis winkte die Hauptrolle in einem Hollywood-Streifen unter der Regie von Friedrich Wilhelm Murnau. Als die zwölfköpfige Jury sich nicht zwischen den zehn Kandidatinnen entscheiden konnte (darunter auch die Ehefrau des Kameramannes und späteren Regisseurs Gustav Ucicky, die dann als Betty Bird Karriere machte), rief man Murnau in Hollywood an. Dieser entschied, man solle von allen Kandidatinnen Probeaufnahmen machen und ihm zuschicken, die Preisträgerin werde schließlich in seinem Film spielen. Als Siegerinnen wurden mit Stimmengleichheit Štefica Vidačić und die Polin Aniela Bogucka ausgewählt. Das Filmprojekt wurde jedoch nie verwirklicht. Als Entschädigung erhielt Štefica Vidačić ein Jahr lang ein Honorar von 100 US-Dollar pro Woche.

## Filmgeschäft
Dennoch wurde sie für den deutschen (und tschechoslowakischen) Film „entdeckt“. Sie ging wenig später nach Berlin und nahm den leichter auszusprechenden Künstlernamen Steffie Vida an. 1928 spielte sie kleinere Rollen in Evas Töchter (Regie Karel Lamač), Ritter der Nacht (Regie Max Reichmann) und Geheimnisse des Orients (Regie Alexander Wolkow). Im nächsten Jahr drehte sie noch zwei Filme: Liebe im Schnee (Regie Max Obal und Rudolf Walther-Fein) sowie Die Mitternachts-Taxe (Regie und Hauptdarsteller Harry Piel). Danach endete ihre Karriere, da sie kein überragendes Talent hatte. Auch der aufkommende Tonfilm trug dazu bei.
In den Filmstudios lernte sie bei und zwischen den Dreharbeiten den Filmkomponisten und UFA-Generalmusikdirektor Willy Schmidt-Gentner kennen. 1932 heirateten die beiden und siedelten im folgenden Jahr nach Wien über. 

## Leben in Österreich
Ostern 1938 kaufte das Paar einen Bauernhof in Gschwendt bei Kumberg (Steiermark). Man rechnete mit einem drohenden Krieg und dadurch bedingter Lebensmittelknappheit. Der Hof sollte in diesem Falle der Selbstversorgung dienen.
Während Willy Schmidt-Gentner weiterhin seiner Arbeit in Wien nachging, versorgte seine Frau mit einigen Hilfskräften den Hof, darunter eine Ostarbeiterin, von der sie Russisch lernte. In dieser Zeit lebte sich das Paar auseinander. 1942 wurde die Ehe geschieden. Stefanie Schmidt-Gentner und ihr Ex-Mann blieben aber zunächst verbunden durch die gemeinsame Wohnung in Wien und den Hof, wo sie das Kriegsende und den Einmarsch sowjetischer Truppen erlebten. Willy Schmidt-Gentner wurde von Mai bis November 1945 von der Besatzungsmacht als Bürgermeister in Kumberg eingesetzt, Stefanie Schmidt-Gentner arbeitete für ihn und die örtliche Kommandantur als Dolmetscherin.
1947 erhielt sie durch einen Kontakt mit Filmproduzent Eugen Sharin, der damals für die CBS arbeitete, die Gelegenheit, zusammen mit Leopold Hainisch für die CBS eine Fernsehserie mit den Wiener Philharmonikern zu drehen. Als Dirigent wirkte bei einigen der Aufnahmen wieder ihr Ex-Ehemann mit.  

## Leben in der Schweiz
1949 heiratete sie den Schweizer Journalisten Max Job, ging mit ihm nach Zürich und verwendete nun den Namen Stefanie Job. Durch ihren zweiten Mann kam sie in Kontakt zur Verlagsbranche. Sie arbeitete 17 Jahre für die Zürcher Presse als Lektorin und Korrektorin. Darüber hinaus verfasste sie zwischen 1980 und 1995 vier Bücher. Zuletzt lebte sie abwechselnd in Zürich und Schnifis (Vorarlberg). Dort betätigte sie sich auch als Redakteurin der Literaturzeitschrift Vorarlberger Lesebogen.
Da sie kinderlos blieb und ihre Verwandten überlebt hatte, vermachte sie ihren Nachlass Greenpeace Schweiz.

## Schönheitswettbewerbe (als Štefica Vidačić)
- Ende 1926: Miss Jugoslawien
- März 1927: Miss Europe

## Filmografie (als Steffie Vida)
- 1928: Evas Töchter – Das Paradies von heute
- 1928: Ritter der Nacht
- 1928: Geheimnisse des Orients
- 1929: Liebe im Schnee
- 1929: Die Mitternachts-Taxe

## Publikationen (als Stefanie Job)
- Stefanie Job: Das Geschenk. Eine utopische Künstlerrevolte, in die Stadt Bregenz am Bodensee hineinphantasiert. Novelle. KÖLA, Schnifis, Vorarlberg 1980.
- Stefanie Job: Im Vorhof. Roman. Ed. Erpf, Bern 1990, ISBN 3-905517-15-9.
- Stefanie Job: Frau sein im Alter – Lust oder Frust? Münzer, Feldkirch 1992, ISBN 3-85176-003-4.
- Stefanie Job: Die vernachlässigte Muse. Romanbiographie des Filmmusikers und UFA-Generalmusikdirektors Willy Schmidt-Gentner. Frieling, Berlin 1995, ISBN 3-89009-804-5.
- Darüber hinaus war sie von 1978 bis 1986 Redakteurin der Literaturzeitschrift Vorarlberger Lesebogen, herausgegeben vom Klub österreichischer Literaturfreunde und Autoren (KÖLA), Zweigstelle Vorarlberg.[8][9]

## Fernsehdokumentation
- 1994: Pin-ups, Playmates, Schönheitsköniginnen – Dokumentation von NZZ Format[10]

## Gemälde
Štefica Vidačić wurde von Robert Auer (1873–1952), einem kroatischen Maler der Münchener Secession, gemalt, halb nackt, mit einem Tuch bedeckt.